# Leviapseudes shiinoi
Leviapseudes shiinoi är en kräftdjursart som först beskrevs av Lang 1968.  Leviapseudes shiinoi ingår i släktet Leviapseudes och familjen Apseudidae. Inga underarter finns listade i Catalogue of Life.